# Malinalco
Malinalco est une ville située entre Cuernavaca et Toluca, à 115 km au sud-ouest de Mexico, dans l'État de Mexico au Mexique. Elle comptait 6 523 habitants en 2005. Sur les hauteurs de la ville se situe un important site archéologique aztèque, connu localement sous le nom de Cerro de los Idolos.

## Toponymie
Le toponyme Malinalco provient du nom de la déesse Malinalxochitl et du suffixe locatif « -co », et signifie « l'endroit où l'on adore Malinalxochitl »,. Le mot nahuatl « malinalli », qui est associé à « xochitl » («fleur») dans le nom de la déesse, désigne une plante de la famille des graminées, du genre Elymus, connue sous le nom espagnol de « zacate del carbonero ».

## Site préhispanique

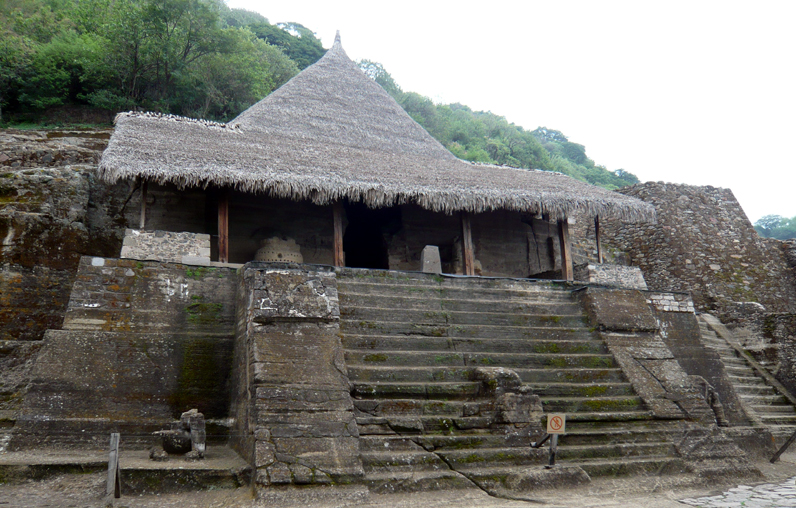
Édifice I

### Origine
L'origine de Malinalco est l'objet d'un des mythes qui ont été intégrés à l'histoire de la migration des Aztèques entre Aztlán et Mexico-Tenochtitlan telle qu'elle a été retranscrite par certains chroniqueurs. Selon ce mythe, au cours de leur migration, de nombreux Aztèques se seraient plaints à leur dieu tribal Huitzilopochtli de l'attitude de sa sœur Malinalxochitl, parce qu'elle s'adonnait à la sorcellerie. Huitzilopochtli leur aurait alors dicté d'abandonner Malinalxochitl et ses proches pendant leur sommeil. Ce petit groupe d'Aztèques se serait alors établi sur le cerro de Texcaltepetl, que Malinalxochitl aurait alors nommé Malinalco.
Le site date probablement de 1501, sous le règne de l'empereur Ahuitzotl.

### Découverte archéologique
Il fut découvert en 1933 et fouillé entre 1936 et 1939 par José García Payón.

### Description
Il s'agit d'un centre cérémoniel dont les bâtiments sont situés sur le flanc d'une colline, le « Cerro de los ídolos ». On distingue cinq édifices.

#### Édifice I
La conception architecturale du bâtiment principal (l'Édifice I) appelé «Cuauhcalli», c'est-à-dire «Maison de l'aigle» par Payón est exceptionnelle en Mésoamérique car il a été creusé dans le roc.
À l'extérieur, un escalier encadré par des rampes mène à une plate-forme. De chaque côté de l'escalier se trouve une sculpture en ronde-bosse très endommagée représentant un jaguar. Sur la plate-forme, le sanctuaire rupestre s'ouvre par une porte en forme d'arc qui représente un serpent dont il faut franchir la langue pour pénétrer dans un espace circulaire taillé dans le rocher. Au fond de cette salle court une banquette de 50 cm de hauteur sculptée de deux aigles et d'un jaguar. Au centre de la pièce se trouve une autre sculpture d'aigle fixant l'entrée. Le toit de chaume est une reconstitution moderne.
L'édifice I est généralement considéré comme un lieu de culte où se réunissaient les ordres militaires des guerriers-aigles et des guerriers-jaguars. La disposition semi-souterraine de l'endroit suggère à Éric Taladoire et Brigitte Faugère-kalfon un rapprochement avec un autre lieu de rituels, les kivas du sud-ouest des États-Unis

#### Autres édifices
À l'est de l'édifice I se trouve l'édifice III, composé de deux chambres, l'une rectangulaire et l'autre circulaire, également taillée dans la roche. Au moment des fouilles, on trouva sur le mur ouest de la chambre rectangulaire des peintures murales, dont il ne reste pratiquement rien. Elles représentaient trois guerriers.

### Représentations animales
Une description détaillée des sculptures animales, un jaguar et trois aigles, a été proposée.

#### Édifice I

##### La Salle

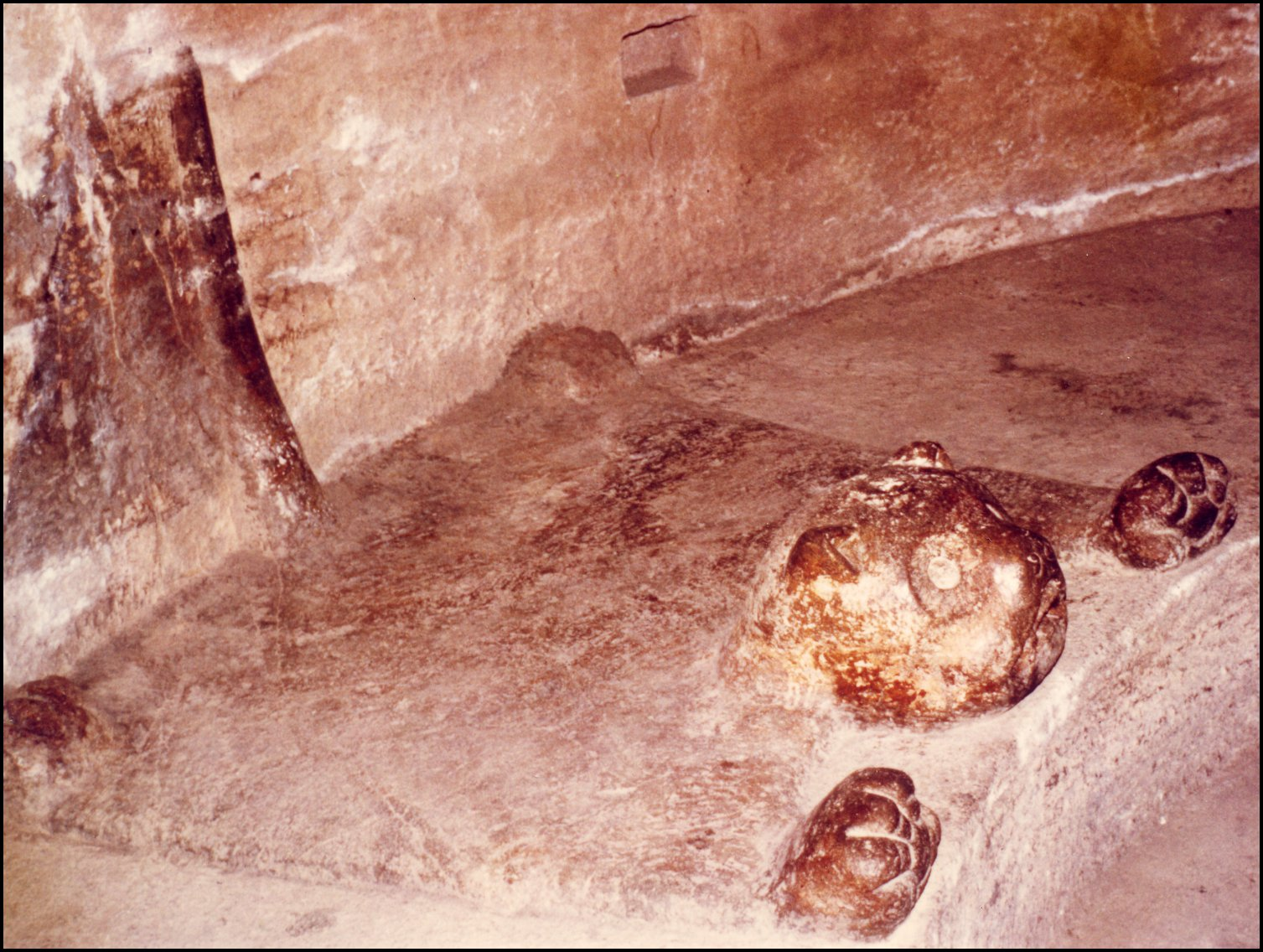
Vue supéro-latérale droite du jaguar au centre de la banquette, édifice 1, Malinalco, Mexique.

De plan circulaire, la salle hypogée de l'édifice 1 mesure environ 3 m de haut pour une largeur maximale de 6 m. Comme indiqué précédemment, elle renferme une banquette et quatre étonnantes sculptures figurant des animaux sacrés.
Cette banquette, semi-circulaire, a 50 cm de haut et plus de 1 m de 

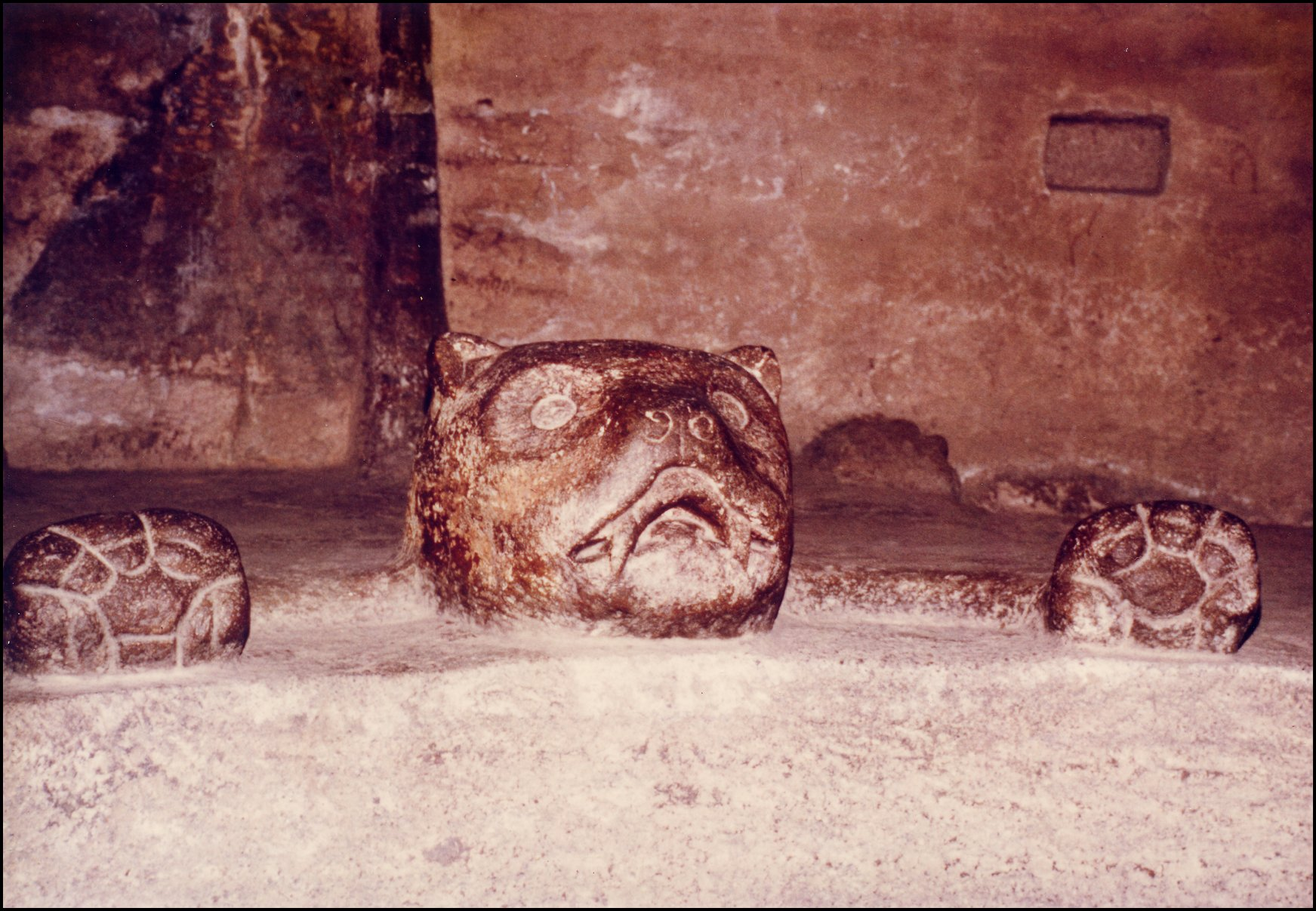
Vue frontale du jaguar sculpté au centre de la banquette, édifice 1, Malinalco, Mexique.

 large. En son centre s'étale la magnifique dépouille d'un jaguar (ocelotl) longue de 1,20 m, sans compter la queue (76 cm) (Fig. ). Sa tête globuleuse (35 cm), traitée en ronde-bosse, montre des canines supérieures proéminentes, de courtes oreilles et des orbites larges qui furent peut-être incrustées de jade. La peau du tronc et des membres constitue un trapèze régulier, peu saillant et marqué, par piquetage, d'ocelles rudimentaires. L'appendice caudal remonte contre la paroi et s'y applique comme les membres postérieurs (Fig.). Par contre, les pattes de devant exposent leurs coussinets plantaires et les cinq doigts, à griffes rétractées (Fig.).
Un premier aigle (cuauhtli) repose directement sur le sol, face à la porte d'entrée et dans l'axe médian de la chambre. De la tête à la queue, qui sont légèrement écornées, il mesure 1,30 m ; la largeur est d'environ 1 m au niveau des ailes repliées. Derrière l'animal s'ouvre une excavation verticale, de forme cylindrique (diamètre = 31 cm ; 

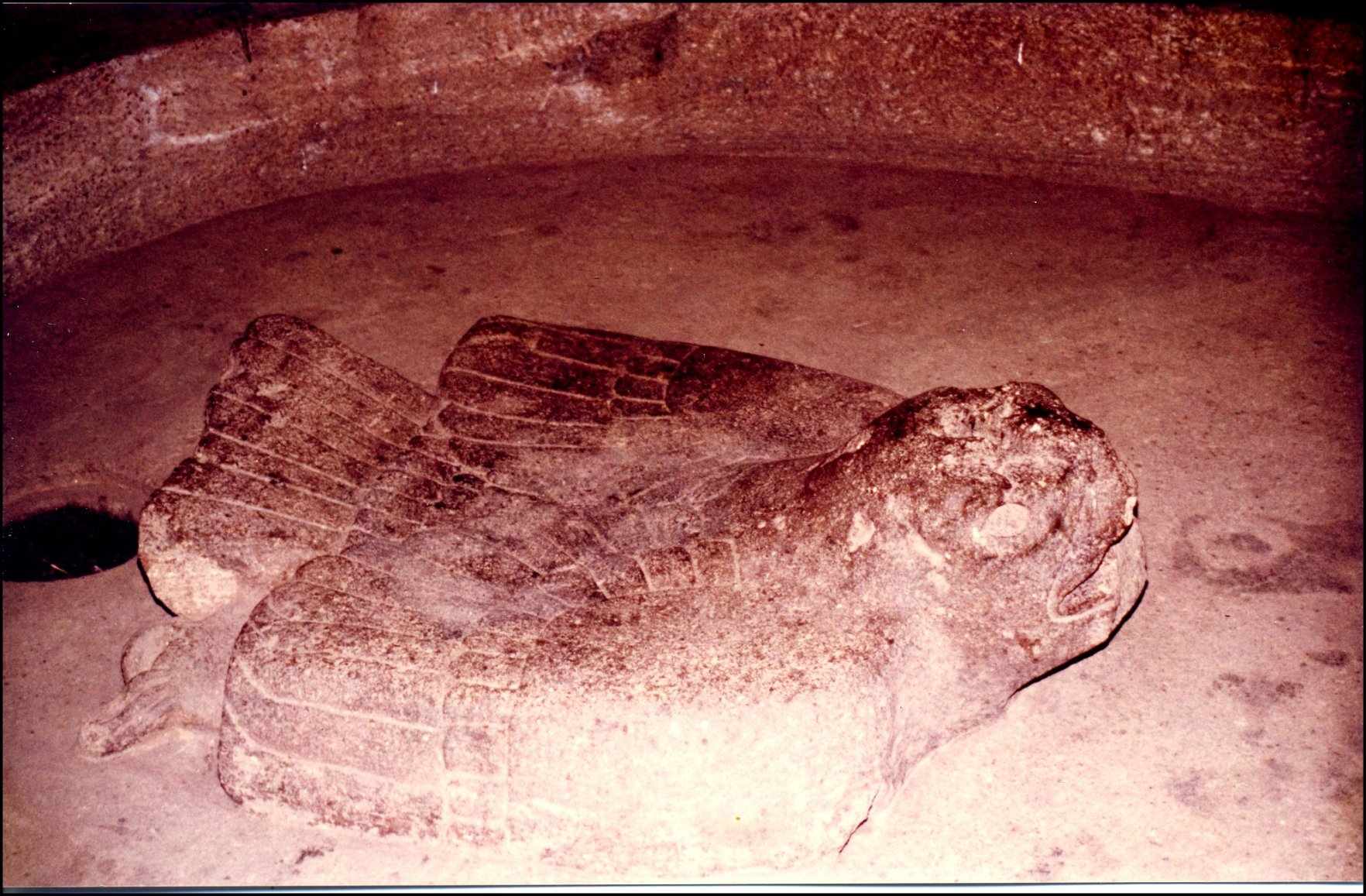
Vue dorso-latérale droite de l'aigle sculpté à terre dans l'édifice I et son réceptacle à offrandes, Malinalco, état de Mexico,Mexique.

profondeur : 34 cm) que fermait vraisemblablement un couvercle. Il s'agit d'un réceptacle à offrandes sacrificielles, le "Vase de l' Aigle" (Cuauhxicalli)
Deux autres aigles, moins dégagés du roc que leur homologue médian mais légèrement plus larges (longueur = 1m,30 ; largeur = 1m,40) sont incorporés à la banquette où ils encadrent le félin. Émergeant de leur support, ils font corps avec le mur du fond où s'appliquent leurs serres recourbées et l'éventail caudal infléchi presque à angle droit. Mieux conservée à droite, leur tête arbore de vastes cavités orbitaires, comme celles du jaguar, et un robuste bec crochu.

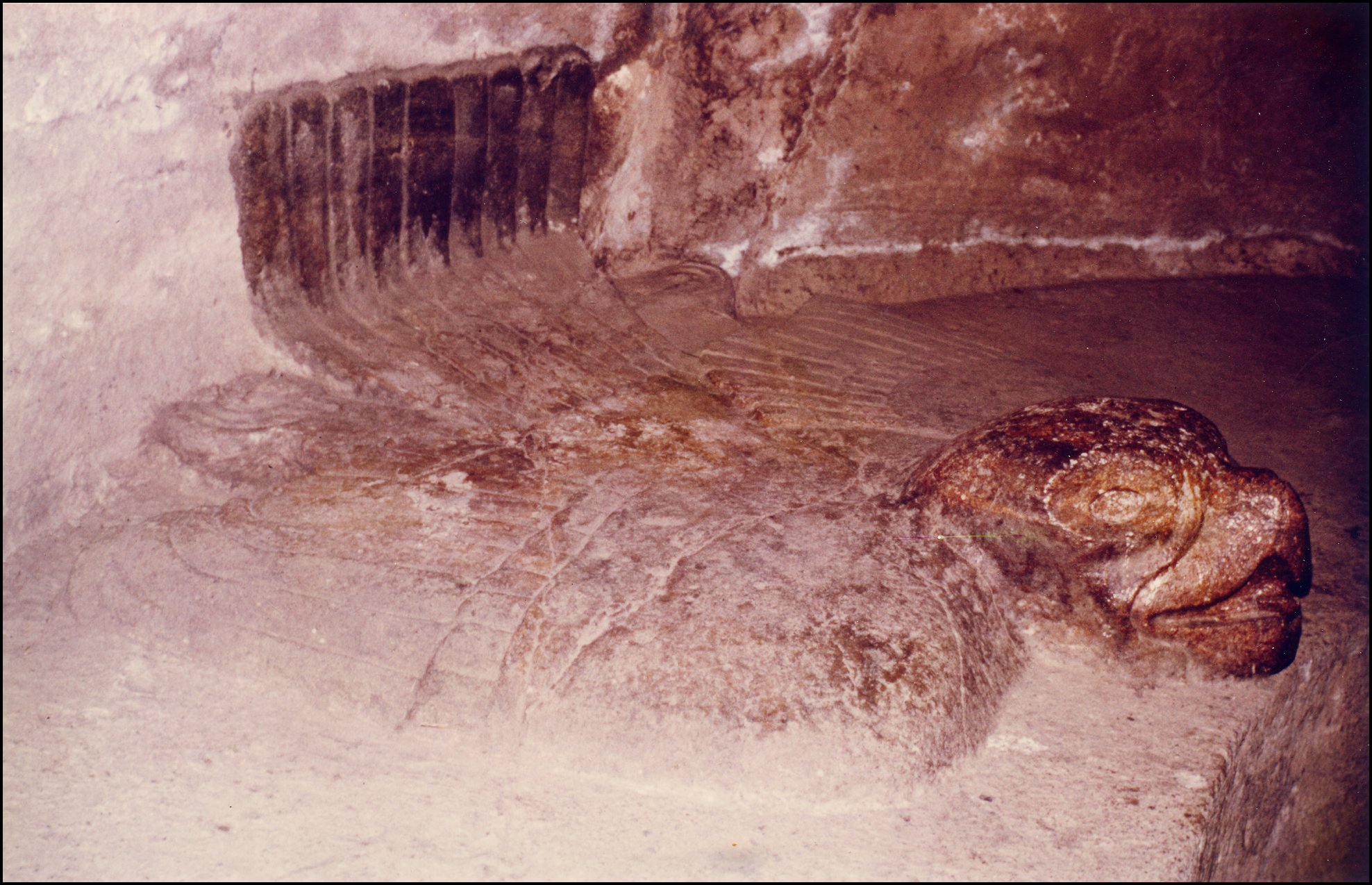
Vue dorso-latérale droite de l'un des deux aigles sculptés sur la banquette de l'édifice I, Malinalco, état de Mexico,Mexique.

Six petites niches prismatiques sont ouvertes dans le mur, au-dessus de la banquette, à raison d'une paire par animal.
Ces représentations s'agrémentaient de peinture rougeâtre pour le jaguar et les aigles qui gardent encore ses traces.